# Ulaniwka (rejon aleksandryjski)
Ulaniwka (ukr. Улянівка) – wieś na Ukrainie, w obwodzie kirowohradzkim, w rejonie aleksandryjskim, w hromadzie Popelnaste. W 2001 liczyła 515 mieszkańców, spośród których 486 wskazało jako ojczysty język ukraiński, 23 rosyjski, a 6 białoruski.